# حرب آخاين
نشبت حرب آخاين عام 146 قبل الميلاد بين الجمهورية الرومانية واتحاد آخاين اليوناني، الذي هو تحالف بين آخايا ودول البيلوبونيز الأخرى في اليونان القديمة. كانت هذه هي المرحلة الأخيرة من غزو روما للبر اليوناني الرئيسي، والتي حدثت مباشرةً بعد الحرب المقدونية الرابعة.
كانت روما وآخايا حليفتين منذ الحرب المقدونية الثانية قبل ذلك بخمسين عامًا، لكن التوتر بين النظامين السياسيين تراكم على مدى العقود القليلة السابقة، في المقام الأول بسبب الجهود الرومانية لخنق الطموحات الإقليمية الآخية، ولا سيما الانضمام المنشود لإسبرطة إلى الاتحاد، وأخذ روما أعدادًا كبيرة من الرهائن الآخيين خلال الحرب المقدونية الثالثة. تصاعد التوتر بشكل كبير في عام 148 قبل الميلاد، عندما هزمت آخايا وأخضع أسبرطة أخيرًا. في أعقاب ذلك، حاولت روما إقناع الاتحاد بوقف طموحاته التوسعية، لكن الفشل الدبلوماسي بين الجانبين أدى إلى الحرب.
هزمت روما بسرعة القوة الرئيسية للاتحاد بالقرب من سكرفيا، قبل أن تتقدم إلى عاصمة الاتحاد كورنيث، حيث هزموا القوات الآخية المتبقية خارج الأسوار قبل أن ينهبوا المدينة بوحشية، في نفس العام الذي دمروا فيه قرطاج. مثّلت الحرب بداية السيطرة الرومانية المباشرة على اليونان، ونهاية الاستقلال اليوناني، وكذلك بداية نهاية الفترة الهلنستية. كما يظهر تأثير الحرب الثقافي على روما؛ إذ أدى تفوق الفن والثقافة والعبيد اليونانيين في أعقاب الغزو إلى تسريع تطور الثقافة اليونانية الرومانية.

## نظرة عامة
طورت الجمهورية الرومانية علاقات وثيقة مع اتحاد آخاين نتيجة مشاركتهم معتقدات دينية وعسكرية مماثلة وتعاونهم في الحروب المقدونية السابقة. ولكن على الرغم من التعاون في الجزء الأخير من القرن الثالث وأوائل القرن الثاني، سرعان ما وصلت المشاكل السياسية في أخايا إلى ذروتها. بدأ جانبان في الظهور – أحدهما حصل على تأييد سياسيين في آخايا، فيلوبويمين وليكورتاس، ودعا إلى تحديد آخايا سياستها الخارجية وفقًا لقانونها الخاص، والآخر أيدته شخصيات مهمة على غرار ديوفان وأريستينوس، الذين يؤمنون بالخضوع لروما في كل ما يتعلق بالسياسة الخارجية.
بالإضافة إلى ذلك، كانت آخايا تتعرض لضغوط داخلية لا علاقة لها بطبيعة تأثير روما. أدى انسحاب ميسيني من اتحاد آخاين والمزيد من الخلافات مع إسبرطة حول طبيعة موقعها في الاتحاد إلى زيادة حجم الإدارة التفصيلية من قِبل الرومان، بما في ذلك إرسال الروماني أبيوس كلوديوس في عام 184 للحكم في قضية بين إسبرطة وآخايا.
أدى احتجاز آلاف الرهائن من قِبل روما بهدف ضمان إذعان أخايا خلال الحرب المقدونية الثالثة إلى استياء كبير في اليونان، وكان مصدر الكثير من الخلاف الدبلوماسي بين آخايا وروما؛ أدى هذا إلى توتر كبير في العلاقات بين القوتين. أُرسِل ما لا يقل عن خمس سفراء من قبل آخايا إلى روما لتحرير الرهائن، ويظهر العناد الروماني فرق القوة بين الاثنين. أطلقت المواجهة الدبلوماسية سلسلةً من الأحداث أدت في النهاية إلى حرب آخاين.

### الأحداث التي أدت إلى الحرب
لعبت السياسة الداخلية في آخايا في ذلك الوقت دورًا كبيرًا في نشوء الحرب. عند انتخاب الجنرالين الشعبيين كريتولاوس وديايوس، قُدمت مقترحات اقتصادية من شأنها أن تخفف عبء الديون على الفقراء والأحرار والعبيد المحليين، وزيادة الضرائب على الأغنياء، وفقًا لبوليبيوس، أدى ذلك إلى التأثير المطلوب المتمثل في زيادة دعم الطبقات الدنيا من آخايا للنزاع القومي مع روما. ربما امتدت انتفاضة في ذلك الوقت من قبل أندريسكوس، في الحرب المقدونية الرابعة، إلى أخايا أيضًا، ما أعطى الأمل في أن روما، التي كانت منخرطة في الحرب البونيقية الثالثة في الغرب، ستكون مشغولةً لدرجة لن تسمح لها بالتعامل مع التمردات اليونانية ضد الحكم الروماني.
أصبحت السياسة الخارجية الرومانية في الشرق اليوناني، في الفترة التي أعقبت الحرب المقدونية الثالثة، لصالح الإدارة التفصيلية والتفكك القسري للكيانات الكبيرة، كما يتضح من أقلمة مقدونيا من قِبل الجنرال لوسيوس موميوس أخيكوس وبعثة مجلس الشيوخ إلى القاضي جالوس، بناءً على طلب بلدة بليورون مغادرة اتحاد آخاين، لفصل أكبر عدد ممكن من المدن عنها؛ كتب بوسانياس أن جالوس «تصرف تجاه العرق اليوناني بغرور كبير، قولًا وفعلًا».